# チャウサー
チャウサー（英語：Chausa）は、インドのビハール州、ブクサール県の都市。人口は42,550人、 識字率は47%。

## 歴史
1539年、ムガル帝国のフマーユーンとスール朝のシェール・シャーが激突し、シェールが勝利した。